# パワーコンサルティングネットワークス
株式会社パワーコンサルティングネットワークスは、東京都渋谷区に本社を置く不動産管理・コンサルティング会社。

## 概要
主に不動産オーナーを対象として、賃貸管理、サブリース、不動産コンサルティング、相続対策、不動産有効活用の調査・企画・立案、セミナー事業等を行う。
弁護士・税理士・会計士・不動産鑑定士・一級建築士・宅地建物取引士・ファイナンシャルプランナー・土地家屋調査士・司法書士・行政書士・土地活用プランナーなど、専門職顧問団90人を有する。
また、リフォーム・清掃・メンテナンス・防水・インテリア・デベロッパー・ペット共生住宅コンサルティングなどの多くの関連会社がある。

### 経営方針
- 『一期一会』の縁を大切に、誠実で心豊かな人財の育成をする。
- 社員の将来ビジョンの実現、取引先様の繁栄と家族の幸せを追究する。
- お客様からの「ありがとう」を励みに誠実なコンサルティングを行う。
- お客様の真のニーズを捉え、『貴方と出会ってよかった。』と喜んでいただける仕事をする。
- ホスピタリティ豊かな一流の会社と認めていただけるよう謙虚に成長し、まわりの方々へ豊かさを還元する。

### 取引銀行
- 三井住友銀行新宿支店
- 三菱UFJ銀行青山支店
- りそな銀行赤坂支店 他

### 免許番号
- 宅地建物取引業国土交通大臣（1）第10389号
- 賃貸住宅管理業国土交通大臣（01）第005008号

### 加盟団体
- 公益社団法人全日本不動産協会
- 公益社団法人全国賃貸住宅経営者協会連合会
- 公益財団法人日本賃貸住宅管理協会
- 一般社団法人日本防水協会

### 支店
- 神奈川支店　〒221-0835 神奈川県横浜市神奈川区鶴屋町3-32-13 第2安田ビル3F
- 銀座支店　　〒104-0061 東京都中央区銀座4-12-20 銀座アポロ昭和館3F

## 主な事業内容
- 土地活用コンサルティング
  - スケジュール管理・マーケティング・プランニングオブザーバー・各種契約書のチェックと立会い・建築コスト、施工チェックコンサル業務・権利調整（立退き・近隣対策など）・総合事業収支マネジメント・税務上の各種コンサル・相続対策・生前対策・課税資産の調査・相続税額概算の算出・納税方法の選定・物納申請物件の選別・不動産売却・不動産購入・建物のリフォーム、リノベーションなどを行う。複数社のプランの提案や長期にわたるリスクマネジメントなど、顧客本位のコンサルティングを重視している。
- 賃貸管理
  - マーケティング・コンサルティング・入居者募集・入居者審査・契約締結・集金管理・運営サポートなどを行う。賃貸経営においてオーナー様の手取り収入（NOI＝Net Operating Income）を最大にし、同時に建物そのものの価値を最大限に高めることを重視した管理を目指している。単にオーナーの資産管理ではなく「オーナー様やご家族の将来を一緒に設計していくこと」「家主さん・地主さんの立場に立って経営サポートする」という観点から、時代を先取りしたホスピタリティ豊かな管理を目指している。管理物件は約6,500戸（東京・神奈川・千葉・埼玉）。その内、サブリースは管理の10％程度。

## 土地活用コンサルティング事例
- 店舗併用マンション「HOKULE'A SHIROGANE」
- 店舗併用マンション「SARA」
- ペット共生マンション「エテルナフィオーレ」
- 戸建て賃貸6棟「フェリチータ」
- 認可保育所「ココファン・ナーサリー登戸」
- 賃貸アパート「ストロベリーフィールズ」
- 賃貸アパート「ベニーレイン」